# Mintaka
Mintaka (Delta Orionis / δ Ori / 34 Orionis) es una estrella en la constelación de Orión cuyo nombre deriva de la palabra árabe para «cinturón», منطقة Manţaqah. Junto a Alnitak (ζ Orionis) y Alnilam (ε Orionis), forma parte del llamado cinturón de Orión, y con ellas forma el grupo conocido como «Las tres Marías».
En realidad Mintaka es una estrella múltiple compleja; a un minuto de arco de la estrella principal se puede observar otra estrella de magnitud aparente +6,8. A la distancia de 915 años luz a la que se encuentra Mintaka, la separación real entre ambas es de al menos 0,25 años luz. Entre estas dos componentes existe una tenue estrella de magnitud 14. La estrella de magnitud 6,8 es además una binaria espectroscópica.
La componente principal —que llamamos Mintaka— tiene magnitud +2,23 y es también una estrella binaria, cuya duplicidad ha sido descubierta también mediante espectroscopia. Está compuesta por una estrella azul de tipo espectral O9.5II y una estrella clasificada como B0III o B2V. Cada una de ellas es 90.000 veces más luminosa que el Sol, siendo estrellas muy masivas, con una masa de 20 masas solares cada una. El período orbital del par es de 5,73 días, eclipsándose ligeramente la una a la otra, lo que conlleva una caída en el brillo de 0,2 magnitudes. 
En 1904 Johannes Franz Hartmann, usando la luz proveniente de Mintaka, descubrió que el espacio interestelar de la galaxia no está vacío y contiene gas y polvo.
Es la única de las estrellas visibles por la que pasa el ecuador celeste y por eso se le ve pasar por el cénit en el ecuador y es la única estrella que al asomar y al ocultarse indica los puntos cardinales este y oeste. Mintaka alcanza su culmen a medianoche en los días de mediados de diciembre. Ante la red de coordenadas de la esfera celeste está en el hemisferio sur aunque prácticamente en el ecuador celeste, a una distancia inapreciable a simple vista: 18 minutos de arco (δ -00º 17' 57") que es la 1.200ª parte del círculo. 
Eso significa que es la única que todos los días asoma justo por el este y se oculta justo por el oeste desde cualquier latitud desde el ecuador (excepto en los polos, desde donde se la ve en el horizonte) y por eso nos sirve de estrella guía de ambas direcciones geográficas. Realmente ese tramo del ecuador hacia el que está Mintaka (y las otras dos del cinturión de Orión) es el nodo inferior del ecuador celeste proyección del plano ecuatorial de la Tierra inclinado 23.5º respecto al plano orbital. Según la dinámica del movimiento de bamboleo del eje de la Tierra, el ecuador celeste está en fase descendente aunque frenándose y por eso no llegará a pasar justo por Mintaka.